# Bythocyproidea
Bythocyproidea is een geslacht van uitgestorven kreeftachtigen uit de klasse van de Ostracoda (mosselkreeftjes).

## Soorten
- Bythocyproidea aphana Gorak, 1964 †
- Bythocyproidea arignota Gorak, 1964 †
- Bythocyproidea asymphana Gorak, 1964 †
- Bythocyproidea beugniesi Lethiers, 1972 †
- Bythocyproidea delicata Gurevich, 1959 †
- Bythocyproidea eriensis Stewart & Hendrix, 1945 †
- Bythocyproidea lefevrei Adamczak, 1976 †
- Bythocyproidea maxima Gurevich, 1959 †
- Bythocyproidea millipunctata Neckaja, 1966 †
- Bythocyproidea planextrema Ershova, 1968 †
- Bythocyproidea punctata Green, 1963 †
- Bythocyproidea puschi Adamczak, 1976 †
- Bythocyproidea sanduskyensis Stewart & Hendrix, 1945 †
- Bythocyproidea sarvi Neckaja, 1966 †
- Bythocyproidea siveteri Becker, 1989 †
- Bythocyproidea sobolevi Adamczak, 1976 †
- Bythocyproidea variabilis Ershova, 1968 †
- Bythocyproidea vitiligata (Zanina, 1956) Ershova, 1968 †